# Viersen
Viersen è una città di 77 523 abitanti della Renania Settentrionale-Vestfalia, in Germania.
Appartiene al distretto governativo (Regierungbezirk) di Düsseldorf, ed è il capoluogo e il centro maggiore del circondario (Kreis) omonimo (targa VIE).
Viersen si fregia del titolo di "Grande città di circondario" (Große Kreisangehörige Stadt).

## Amministrazione

### Gemellaggi
- Calau
- Kaniv
- Lambertsart
- Mittweida
- Pardesia
- Peterborough